# Anión bifluoruro
El ion bifluoruro es un anión inorgánico cuya fórmula química es [HF2]-. El anión es incoloro. Las sales de bifluoruro se encuentran habitualmente en las reacciones de sales de fluoruro con ácido fluorhídrico. La producción comercial de flúor implica la electrólisis de sales de bifluoruro.

## Estructura y enlace
El ion bifluoruro tiene una estructura lineal, centrosimétrica (simetría D∞h), con una longitud de enlace F-H de 114 pm.Se estima que la fuerza del enlace es superior a 155 kJ/mol. En la teoría de orbitales moleculares, los átomos se mantienen unidos por un enlace 3-centro de 4 electrones (enlace de hidrógeno simétrico).

## Reacciones
Las sales, como el bifluoruro de potasio y el bifluoruro de amonio, se producen tratando las sales de fluoruro con ácido fluorhídrico:
   M+F- + HF → M+[HF2]-, donde M+ = K+ o [NH4]+.
El bifluoruro de potasio se une a un segundo equivalente de HF:
   K[HF2] + HF → K[H2F3]
El calentamiento de estas sales libera HF anhidro.